# Terasa Livingstone
Terasa Livingstone este o actriță australiană. S-a nascut la 9 aprilie 1975 în Queensland, Australia. Și-a început cariera ca reporter de teren pentru Agro Cartoon Connection la Seven Network. De asemenea a fost reporter la The Seven Great Outdoors. La sfârșitul anilor '90 s-a mutat în SUA, apărând în câteva roluri secundare ca cel din anul 2005, în filmul Circadian Rhythm.

## Filmografie
- Machine (2007)
- You Owe Us. (2006)
- It Takes Two (1 episod, 2006)
- Circadian Rhythm (2005)
- Crimson Force (2005)(TV)
- Lost" (1 episod, 2005)
  - Exodus (Partea a 2-a(2005) - Episod TV)
- Moviemania (2005)
- Clubhouse (1 episod, 2004)
  - Road Trip (2004) Episod TV
- Paradise Beach (1993) Serie TV (1993)
- The Great Outdoors (1991) (TV)

1. ↑  „Terasa Livingstone”, Internet Movie Database, accesat în 20 iulie 2016